# Силуян Мужиловський
Силуян Андрійович Мужиловський (16??, Річ Посполита — 1655, Гетьманщина) — відомий український військовий діяч та дипломат часів Хмельниччини, посол Гетьманщини в Московському царстві (січень-березень 1649, квітень-травень 1653), посол Гетьманщини в Литві (серпень 1649), посол Гетьманщини в Османській імперії (1651).

## Життєпис
Народився на початку XVII ст. в Слуцьку в сім'ї Андрія Мужиловського — священника Слуцької Спаської церкви (з 1621 — слуцького протопопа, з 1631 — ієромонаха Києво-Печерської Лаври). Батько був полум'яним борцем проти чужоземної експансії, автором полемічних творів, сподвижником митрополита Київського, Галицького і всієї Малої Русі Йова Борецького, одним з претендентів на Київську митрополію по смерті останнього. Брав активну участь в організації поїздки в Україну та Білорусь патріарха Єрусалимського Теофана (1620—1621), який посприяв відновленню вищої православної ієрархії. Брат С. Мужиловського — Григорій — також відомий як письменник-полеміст.
Навчався у Лаврській школі, згодом у Києво-Могилянській академії.
Напередодні Національно-визвольної війни українського народу 1648—1657 був писарем у Річиці. З перших днів повстання вступив до загону сотника і наказного полковника Григорія Бута, разом з ним та з полковником ніжинським Прокопом Шумейком звільняв Чернігів від війська Речі Посполитої (липень — серпень 1648).
З 1648 по 1649 — займав урядову посаду писаря Генеральної Військової Канцелярії.
У 1648 — Під час походу на Пилявці Богдан Хмельницький відрядив Мужиловського до Ясс для зустрічі патріарха Єрусалимського Паїсія.
У 1648 — разом з Михайлом Крисою перебував з дипломатичною місією в Яссах, вів переговори з молдовським господарем Василем Лупулом.
У січні — березні 1649 — в чині полковника очолював перше Посольство Гетьманщини в Московське царство.
У серпні 1649 — вів переговори у Вільнюсі з литовським князем Янушем Радзивіллом про умови укладання перемир'я.
У 1651 очолив українське посольство до Османської імперії, про те у дорозі попав у полон Речі Посполитої.
У квітні — травні 1653 р. разом з Кіндратом Бурляєм очолював українське посольство у Москві.
У 1653 — (гіпотетично) очолив українське посольство до шведської королеви Крістіни I.
У 1653 — спільно з Іваном Виговським вів переговори з кримськими татарами.
У 1654 — працював на посаді Ніжинського полкового судді. Після утворення Білоруського полку (червень 1654) був у ньому полковим суддею.
У вересні 1655 р. разом з полковником Іваном Золотаренком, сотником І. Борсуком вів переговори з царем у його ставці під Смоленськом.
У 1655 — загинув під час конфлікту з Іваном Золотаренком.
У лютому 1654 р. відписав свій хутір Коростелівський Ніжинському Благовіщенському Назарет-Богородицькому монастирю.

## Переговори з Москвою щодо прийняття протекторату
Мужиловський писав, що король Ян II Казімєж до обрання обіцяв Богданові «бути руським королем» і підтвердити все, що козаки «через шаблю узяли». Проте реальна ситуація виявилася протилежною, значною мірою через те, що в Речі Посполитій слово короля зовсім не мало тієї ваги, що в більшості монархій світу.
З певних причин не наважившись на самостійне протистояння Речі Посполитій, козацька держава почала розглядати різні варіанти міжнародної коаліції або прийняття протекторату потужної держави.
Московський вектор від самого початку посідав одне з чільних місць в зовнішній політиці Б. Хмельницького. С. Мужиловський відіграв ключову роль в утворенні союзу Козацької держави та Московського царства у 1654 році.

## Перше посольство Богдана Хмельницького до Москви
Після перших перемог козацького війська Рада під Корсунем приймає рішення просити допомоги у московського царя Алєксєя Міхайловіча. В 1648 році представник московитського уряду Милков запевнив козаків у мирному ставленні Московського царства та готовності надавати економічну допомогу.
Перше посольство Б. Хмельницького вирушило до Москви на початку 1649 р., після урочистого вступу гетьмана в Київ. В цей час у Києві перебував єрусалимський Патріарх Паїсій, і його розмови з Хмельницьким значною мірою змінили ставлення гетьмана до наслідків козацького повстання, розбудивши в ньому гордість «самодержця землі руської». Перше посольство, очолене С. Мужиловським, вирушило до Москви разом із Патріархом. Метою посольства були переговори з царем стосовно військової та дипломатичної допомоги Україні.

## Приїзд московських послів
Надзвичайно яскраво змалював Натан Рибак зустріч в Конотопі першого московського посольства, надісланого до гетьмана Хмельницького в 1649 р. в складі думного дяка Григорія Унковського та піддячого Сємьона Домашнєва, яких супроводив від Москви на Україну до резиденції гетьмана його посол С. Мужиловський.
Це відбулося 2 квітня 1649 року на Путивльському шляху.
«За п'ять верст від Конотопа царське посольство зустрів конотопський сотник Іван Рибальченко в супроводі ста козаків, з козацькою малиновою хоругвою. Посольський обоз спинився. Унковський і Мужиловський вийшли на дорогу. Рибальченко зліз з коня, низько вклонився, притис руки до серця: 
- Вельми раді за милістю государя великого руського, що шле нашому гетьману посольство, що ти великий посол пане Унковський, на власні очі узриш злигодні й страждання і пересвідчишся сам, як жадаємо ми бути під високою царською рукою…

У Конотоп в'їздили урочисто. Стрічало все місто. Шеренги козаків стояли, обабіч дороги, кричали: — Слава!

Люди посадські підкидали шапки, ударили на валу фортеці козацькі гармати… стріляли з мушкетів та пістолів…».
Піддячий С. Домашнєв у посольській книзі записав: «Квітня, третього дня, пішли з Конотопа, того ж дня прийшли у Красне…».
Попереду у них лежав шлях на Переяслав і Чигирин.
Пропонував цареві на початку 1649 року окупувати Сіверщину, щоб убезпечити Україну з півночі, просив хоч би дипломатичної інтервенції для захисту прав Православної Церкви в Речі Посполитій, але Москва не допомогла Україні.

## Посольство до Москви 1653 року
23 березня 1653 р. полковник К. Бурляй і С. Мужиловський виїхали посольством до Москви, де мали просити царя, щоб «совету и помощи дати изволил».
Крім того, вони повинні були домогтися дозволу одному з них проїхати через московитські землі до шведської королеви у відповідь на нещасливе посольство Ясенського до Чигирина влітку 1652 р.
22 квітня цар прийняв козацьких послів К. Бурляя та С. Мужиловського.
23 квітня Кіндрат Бурляй та Силуян Мужиловський були прийняті в Москві патріархом Московським і всея Русі Никоном.
Під час приймання «стояли у патриархова двора стрельцов 50 человек в цветном платье, а на патриархово дворе подьячих приказов человек с ЗО».
14 травня посольство відпущено. Разом з ними на Україну виїхали московитські посли Артемон Матвеев та Іван Фомин.
Крім того, козацькі дипломати везли Богданові Хмельницькому лист від патріарха Никона, в якому було запевнення, що він клопотатиметься перед царем про прийняття козацькою Україною московського протекторату.

## Посольство до Крістіни I
Б. Хмельницький мав намір активізувати дипломатичні зносини зі Швецією як з потенційною союзницею у боротьбі з Річчю Посполитою — та й не лише з ними, то побачимо, що Мужиловський і Бурляй виявилися в епіцентрі великої політичної інтриги, наслідки якої проявилися згодом і під час спільної боротьби українців та шведів з Річчю Посполитою, і в часи гетьмана Мазепи, коли вони спільно виступали проти Москви. На жаль, у подальші часи ім'я К. Бурляя зникає з поля зору дослідників. Зокрема нема достатньо перевірених відомостей щодо того, що послами до Швеції стали саме Мужиловський та Бурляй, і взагалі, чи домоглися вони в Москві дозволу на таку мандрівку через землі Московії.

## Автентичні тексти С. Мужиловського
Становить інтерес епістолярна та мемуарна спадщина Мужиловського, зокрема історично-мемуарний опис початкового етапу Національно-визвольної війни українського народу 1648—1658 рр., де яскраво змальовано гніт Речі Посполитої, переслідування православних.